# مجمع انقلابی نسوان
مجمع انقلابی نسوان نام انجمنی فمینیستی بود که در سال ۱۳۰۶ توسط زندخت شیرازی در شیراز تأسیس شد.

## تاریخچه
زندخت شیرازی زمانی که هجده سال داشت این انجمن را با هدف ترویج برابری زنان و آگاه‌سازی زنان از حقوق خود در سال ۱۳۰۶ تأسیس کرد. حکومت رضا شاه تحت فشار گروه‌های مذهبی ابتدا دستور تغییر نام این انجمن به «نهضت نسوان» را صادر کرد و این گروه در نهایت پس از ۹ ماه غیرقانونی اعلام شد. زندخت نیز پس از تکفیر از سوی یکی از چهره‌های مذهبی شیراز به‌ناچار به تهران نقل مکان کرد و انتشار نشریه دختران ایران را شروع کرد.